# Hornungia pauciflora
Hornungia pauciflora là một loài thực vật có hoa trong họ Cải. Loài này được (Koch) Soldano, F.Conti, Banfi & Galasso mô tả khoa học đầu tiên năm 2005.